# Hans Zierk
Hans Zierk (ur. 23 czerwca 1934 w Tribsees, zm. 19 września 2019) – wschodnio- i zachodnioniemiecki żużlowiec, występujący na długim torze i na trawie.

## Życiorys
W latach 1958–1975 ośmiokrotny finalista indywidualnych mistrzostw Europy oraz świata na długim torze (największy sukces: brązowy medal mistrzostw Europy w Scheeßel w 1970). Siedmiokrotny złoty indywidualnych medalista mistrzostw NRD na długim torze (1951, 1952, 1954, 1955, 1956, 1958, 1959), brązowy medalista mistrzostw RFN na długim torze (1968), dwukrotny mistrz Niemiec Północnych na długim torze (1967, 1971). Oprócz tego zwycięzca międzynarodowych turniejów Teterow Bergring (1958), Silver Rose (1974) oraz Schwarme (1967).
Zdobywca II miejsca w turnieju żużlowym Zlatá Přilba w Pardubicach (1951) – zawody były rozgrywane wówczas na torze wyścigów konnych o nawierzchni trawiastej i długości 2400 metrów.
Po zakończeniu kariery zawodniczej (w wyniku wypadku, któremu uległ w Szwecji w 1977) zajął się tuningiem motocykli żużlowych – osiągając na tym polu szereg sukcesów, m.in. na serwisowanych przez niego silnikach marki Godden pięć tytułów mistrza świata zdobył Simon Wigg. Wśród innych znanych żużlowców, korzystających z jego silników, byli m.in. Mark Loram, Hans Nielsen oraz Kelvin Tatum.